# Cova del Grand Roc
Le Grand Roc és una cova situada al municipi de Les Eyzies-de-Tayac-Sireuil al departament de la Dordonya, al sud-oest de França.
Va ser declarat Patrimoni de la Humanitat per la Unesco l'any 1979, formant part del lloc «Llocs prehistòrics i grutes decorades de la vall del Vézère» amb el codi 85-008.
Va ser descoberta el 29 d'abril de 1924 per l'arqueòleg Jean Maury, que llavors estava treballant en l'abric de Laugerie-Basse.
Sobresurt sobretot pels seus valors geològics, en contenir totes les formes existents de cristal·litzacions de calcita: estalactites, estalagmites, columnes estalagmítiques, concrecions fistuloses, excèntriques, tolls de roca i triangles.